# Драа
Драа (Уад Драа) (на арабски: درعَا, старо име Дара) е най-голямата река в Мароко, протичаща частично по границата с Алжир и вливаща се Атлантическия океан. Дълга е 1150 km (заедно с лявата съставяща я река Дадес 1351 km), а площта на водосборния ѝ басейн е 29 500 km². Река Драа се образува от сливането на двете съставящи я реки Дадес (201 km, лява съставяща) и Асиф Имини (дясна съставяща), водещи началото си от южните склонове на планинската система Висок Атлас. Двете реки се сливат в язовира Ал Мансур ед Дахаби, разположен на 1104 m н.в. След изтичането си от язовира река Драа се насочва на югоизток и чрез дълбока каньоновидна долина проломява планината Антиатлас. В района на градчето Тагунит излиза от планините, завива на югозапад, навлиза в западната част на Сахара и на протежение около 500 km служи за граница между Мароко и Алжир. В този участък долината ѝ се простира между планината Джебел Бани на северозапад и платото Драа на югоизток. Последните около 300 km отново навлиза на мароканска територия и тече предимно в западна посока между планините Джебел Бани на север и Джебел Варкзиз на юг. Влива се в Атлантическия океан, на 26 km северно от градчето Тантан. Основните ѝ притоци са десни (Ал Фейджа, Ал Мелах, Тата, Ака, Таманарт) и представляват през по-голямата част от годината сухи долини (уади). Постоянно водно течение има само в горното течение на Драа (около 200 km), от изтичането ѝ от язовира Ал Мансур ед Дахаби до градчето Тагунит. Само в края на зимата и в началото на пролетта корито на реката се изпълва с вода, която достига до океана. Долината на реката е гъсто населена (около 200 хил. души) и водите ѝ почти на 100% се използват за напояване.